# ゲームで発見!!たまごっち
『ゲームで発見!!たまごっち』（ゲームではっけん たまごっち）は1997年6月27日にバンダイがゲームボーイ用ソフトとして発売した育成シミュレーションゲーム。同社の電子キーチェーンゲームたまごっちをゲームボーイ上で再現した。本作のたまごっちは人語を話せず「ピー」という鳴き声と表情で、意思を表現する。『1』と『2』ではコンテストでNPCがたまごっちを出して来る為、プレイヤー（ミカチュー）以外にもたまごっちを育てている人間が存在する。
また、全作共通で育てられなくなったたまごっちをロケットで星に返す機能がある為、舞台は地球である。
実機での「しつけ」は叱る事しか出来ないが、本作では褒める機能も追加されている。
『1』は「元祖と新種」、『2』は「むしっちとさかなっち」、三作目は「オスっちとメスっち」という2種類の対になるたまごっちを統合、またはセットにして同時に育成するシステムである。『1』と三作目は餌が同じだが、『2』はむしっちとさかなっちで、餌やおやつのメニューが異なっている。
『1』『2』では寿命を過ぎて安らかな死を迎えたたまごっちは死ぬ前に子孫を残し、三作目はオスっちとメスっちをブリードさせる事で、子孫を残すシステムである。なお、『1』『2』ではたまごっちが死ぬとそのまま幽霊化する為、おばけっちの出番は無い。
同年10月17日には森と海のたまごっちを育成する『ゲームで発見!!たまごっち2』が、1998年1月15日には時計機能を搭載した『ゲームで発見!!たまごっち オスっちとメスっち』も発売され、シリーズ化された。
実機とはお互いの欠点を補完し合う関係で、パラレルワールドのような立ち位置である（特に『2』）。

## ゲームで発見!!たまごっち
メディアミックスゲーム。たまごっちブームが続く最中に初のコンシューマーゲーム移植作として登場し、145万本の出荷本数を記録。品薄状態が続いた実機の代替品としての役割を果たした。開発はトムクリエイト。
ゲームボーイカートリッジの外装は通常灰色だが、本作では白色のカートリッジが採用された。おまけとして数字や矢印、たまごっちのキャラクター、“たまごっち”のロゴや“My Game Boy”の文字など、ゲームボーイ本体をたまごっちの実機風に装飾するためのシールが付属する。
さらに同年7月11日には女性を対象とした特別限定版として、ピンク色のカートリッジとゲームボーイポケット本体をセットにした「ピンクなTAMAGOTCHセット」も発売された。ポケットモンスターと共にゲームボーイ本体の普及に貢献した。
プレイヤーは実機のたまごっちと同様に食事の用意や糞の処理、遊びを繰り返し、たまごっちの成長を見届ける。ただし時計機能はなく、実時間よりも早いゲーム内の時間で育成を行う。たまごっちはゲームボーイ本体の電源を入れている間しか成長しない。
病気の種類は腹痛（おやつを3個以上あげる）、風邪（ストレス50以上）、フンの溜め過ぎで起こる病気など3種類。病気の治し方は、たまごっちによって違う。2回までなら治せるが、同じ形態で3回病気にかかると病死してしまう。治療の種類は注射と飲み薬の2種類で腹痛は飲み薬、風邪は注射で治療する。注射をするとたまごっちは嫌がって、暴れ回る演出がある。
わがままを言った時にしつけをするとたまごっちは怒るが、しつけが最大の時にわがままを言った時に叱ると、泣くリアクションに変更される。
たまごっちの頭脳や体力を鍛えて、大会に出場させることが可能。大会で優勝経験のあるたまごっちからは、能力の高い子が生まれる。
ゲーム開始時には8つの卵が与えられ、同時に3匹までのたまごっちを育成でき、それぞれの部屋によって部屋の内装や、BGMが異なる。全てのたまごっちを宇宙まで返すか、死ぬとゲームオーバーとなり、再度8つの卵が与えられた状態から再開する。アダルトっちは、寿命を過ぎて安らかな死を迎えると、1個だけ卵を残し、その方法でのみたまごっちの卵を補充する事が出来る。卵の模様は8種類で、たまごっちによって産む卵の模様が異なる。
たまごっちの能力を上昇させる各種のミニゲーム、能力の評価を行う競技大会、育てたたまごっちの情報を記録する図鑑が用意され、実機と比較してゲーム性が増した。起き抜けに勉強させると大きくストレスが溜まり、ストレスが溜まるとへばったような動作になる。
餌は「ご飯、お肉、野菜」の3種類があり、たまごっちごとに好き嫌いが存在する（ご飯、お肉は好きなたまごっちが多く、野菜は嫌いなたまごっちが多い。尚、本作で野菜好きなたまごっちはとんがりっちとみみっちの2匹だけである）。
おやつはアイスクリームとケーキの2種類があるが、与えるとストレスが増え、一度に3個以上与えると腹痛を起こし病気になる。また寿命を過ぎたたまごっちにおやつを与えると即死してしまう。
たまごっちは寿命を過ぎるとお腹やご機嫌が減るスピードが早くなり、最終的には第一形態のベビーっちの5倍という異様なハイスピードになり、ストレスも溜まりやすくなる。その仕様は次回作にも引き継がれている。
本作では死亡したたまごっちの幽霊は頭に天冠を着け、十字架のお墓が出て来て、無念に満ちた表情で浮遊する。海外版では天冠は着けず、十字架は撤去され、てんしっちのような羽が生える演出に変更されている。

## 登場キャラクター
本作は元祖と新種のたまごっちが統合された世界観になっている。元祖から新種、新種から元祖への世代を超えた変身も可能（たまっち→みみっち、しろベビっち→まるっちなど）。にゃっち、チャリっちといった新種の差し替えキャラは登場しない。同じ育て方をしていても、パラメータ次第で、変身するキャラが異なる（良い子に育てていた場合、おつむのパラメータが体より高いとまめっちに、体のパラメータがおつむより高いとみみっちに変身する）。
トイレシステムについてはベビーっち期、くちたまっち、はしたまっち、にょろっち、くさっちはトイレで排泄をしないので呼ぶ事は無いが、その他のたまごっちは基本的にもよおしている時にトイレのボタンを押すとトイレでする。トイレでした後に褒めてあげると、ストレスが減る。しかし、おつむとしつけがしっかり出来ていないたまごっちは呼ばずにその場で排泄をしてしまう為、トイレ信号をちゃんと知らせる子にしたいなら、おつむとしつけをしっかり上げる必要がある。
ベビーっち（幼児）までは布団をかけずに寝るが、こどもっちからは基本的に布団をかけて寝るようになる。寝る時は鼻ちょうちんを出して寝る種類が多い。
当時はたまごっち達には基本的に性別が無く、単為生殖をしていたが、後に再登場した時に性別が付与され、特に元祖出身のたまごっちは、現在の設定ではオス固定設定になっている種類が多い（現在はベビっち、まめっち、ぎんじろっち、くちぱっち、ますくっち、たらこっち、にょろっち、おやじっち、ポチっちはオスしかいない種類になっている。なお、しろベビっち、まるっち、みみっちは現在はメスしかいない種類である）。

## たまごっち一覧
大きさと頭の良さは『たまごっちボン』参照。
ベビーっち（赤ちゃん、第1形態、大きさは30、頭の良さはレベル1）
- ベビっち（元祖、好物はご飯で、野菜が嫌い。最低体重は5グラム、わがままは言わない、現在は♂設定）
- しろベビっち（新種、好物はご飯で、お肉が嫌い。最低体重は4グラム、わがままは言わない、現在は♀設定）

ベビーっち（幼児、第2形態、大きさは60、頭の良さはレベル1）
- まるっち（元祖、好物はご飯で、野菜が嫌い。最低体重は10グラム、わがまま、早く寝る、現在は♀設定）
- とんまるっち（新種、好物はご飯で、お肉が嫌い。最低体重は8グラム、わがまま、早く寝る）

こどもっち（子供、第3形態、大きさは100、頭の良さはレベル1）
- たまっち（元祖、好物はご飯で、野菜が嫌い。最低体重は20グラム、ちょっとわがまま、割と早く寝る）
- とんがりっち（新種、好物は野菜で、お肉が嫌い。最低体重は18グラム、わがまま、割と早く寝る）
- くちたまっち（元祖、好物はご飯で、お肉が嫌い。最低体重は16グラム、わがままはあまり言わない、割と早く寝る）
- はしたまっち（新種、好物はお肉で、ご飯が嫌い。最低体重は16グラム、わがまま、割と早く寝る）

アダルトっち（大人、第4形態、大きさは150）
- まめっち（元祖、まめ属。好物はご飯で、嫌いな食べ物は無し。最低体重は30グラム、わがままは言わない、早起き、たまっち限定変身、現在は♂設定、頭の良さはレベル10特上）
- みみっち（新種、まめ属、モチーフはウサギだがアニマ属ではない。好物は野菜で、嫌いな食べ物は無し。最低体重は30グラム、ごく稀にわがままを言う、早起き、たまっち限定変身、現在は♀設定、頭の良さはレベル10上）
- ぎんじろっち（元祖、アニマ属、モチーフはペンギン。好物はご飯で、お肉が嫌い。最低体重は30グラム、わがままはあまり言わない、ちょっぴり夜更かし、現在は♂設定、頭の良さはレベル8）
- ポチっち（新種、アニマ属、モチーフは犬。好物はお肉で、野菜が嫌い。最低体重は30グラム、わがままはあまり言わない、早寝早起き、現在は♂設定、頭の良さはレベル4）
- くちぱっち（元祖、くち属、モチーフはアヒル。好物はご飯で、野菜が嫌い。最低体重は30グラム、わがままは言わない、ちょっぴり夜更かし、現在は♂設定、頭の良さはレベル4）
- はしぞーっち（新種、くち属、モチーフはカモ。好物はお肉で、野菜が嫌い。最低体重は30グラム、わがままは言わない、ちょっぴり夜更かし、頭の良さはレベル4）
- ますくっち（元祖、かぶき属。好物はご飯で、嫌いな食べ物は無し。最低体重は30グラム、わがまま、遅寝遅起き、たまっち限定変身、現在は♂設定、頭の良さはレベル8）
- ズキっち（新種、かぶき属。好物はお肉で、嫌いな食べ物は無し。最低体重は30グラム、わがまま、遅寝遅起き、たまっち限定変身、頭の良さはレベル7）
- にょろっち（元祖、あし属、モチーフはヘビ。好物はお肉で、野菜が嫌い。最低体重は10グラム、わがままはあまり言わない、ちょっぴり夜更かし、現在は♂設定、頭の良さはレベル1）
- くさっち（新種、くさ属、モチーフは植物。好物はお肉で、野菜が嫌い、最低体重は10グラム、わがままはあまり言わない、ちょっぴり夜更かし、頭の良さはレベル3）
- たらこっち（元祖、あし属。好物はお肉で、野菜が嫌い。最低体重は20グラム、わがまま、お寝坊、現在は♂設定、頭の良さはレベル8）
- たこっち（新種、たこ属、モチーフはタコ。好物はお肉で、ご飯が嫌い。最低体重は20グラム、わがまま、お寝坊、頭の良さはレベル4）

隠れたまごっち（第5形態、大きさは150）
- おやじっち（元祖、かぶき属突然変異、隠しキャラ。好物は無く、お肉が嫌い。おやじっちの場合、おやつがおつまみとお酒にメニューが変わる、ますくっちまたはズキっちから変身する、最低体重は30グラム、わがままは言わない、夜更かし、現在は♂設定、頭の良さはレベル10下）
- せきとりっち（新種、かぶき属突然変異、隠しキャラ、モチーフは力士（関取）。好物はお肉で、野菜が嫌い。せきとりっちの場合、おやつのケーキがババロアにメニューが変わる、ますくっちまたはズキっちから変身する。最低体重は50グラム、わがままは言わない、夜更かし、頭の良さはレベル7）

隠れたまごっち（第6形態、大きさは150）
- サム（海外版の差し替えキャラが元ネタ、かぶき属突然変異・アメリカ原種、隠しキャラ。好物はお肉で、野菜が嫌い。サムの場合、ご飯がパンにメニューが変わる。殿堂入り後に飼育したおやじっちまたはせきとりっちから変身する、最低体重は30グラム、わがままは言わない、夜更かし。海外版のキャラが元ネタである為、サムのみ死亡するとてんしっちのような羽が生え、天冠は着用しない。頭の良さはレベル7）

## ゲームで発見!!たまごっち2
原作先行メディアミックスゲーム。前作のヒットを受け4か月後に発売された続編。カートリッジの色は黄色。前作同様おまけとしてゲームボーイ本体の装飾を目的としたシールが付属する。プレイヤーキャラはミカチューで、彼女を操作してたまごっちのお世話をする。
本作で初登場となる森のたまごっち「むしっち」と海のたまごっち「さかなっち」の育成を行う。この発想は翌年2月に発売された実機『森で発見!!たまごっち』と『海で発見!!たまごっち』に転用された。実機とは平行世界のような関係である。
画面構成やグラフィック、ゲーム内の音楽は前作から流用され（お勉強ゲームや、学力コンテストなど新調されているBGMもある）、育成方法にも基本的に大きな変更は加えられていない。
前作との主な変更点は、たまごっちに呼びかけが出来るようになったり、風邪が怪我に変更されていたり、落石で怪我をしたり、注射が塗り薬に変更されたり、前作は隠しパラメータであるわがままやストレスがコマンドを打つ事で見られるが、本作では見られないようになっていたり、大会に出る度にストレスが溜まる仕様に変更されたり、トイレシステムが無くなっていたり、たまごっちによってお墓のバリエーションが違っていたり、ご機嫌アップゲームが前作は「あっち向いてホイ!」だったが、本作は「パネルめくり」に変更されている事など多々存在する。
同時に育成できるのはむしっちとさかなっち各々1匹ずつとなる。
マップ画面での移動や卵探し、通信ケーブルによるたまごっち交換、たまごっちの成長を一時的に止める「冷凍睡眠」など、新要素の追加によりゲーム性がいっそう強められた。
運動ゲームではむしっちとさかなっちによって背景や目標の演出が異なり、むしっちは花だが、さかなっちは泡になっている。卵の模様はむしっちとさかなっち各4種類の合計8種類で、むしっちとさかなっちによって産む卵の模様が異なるのは前作と同じ。むしっちは虫かご、さかなっちは水槽で飼われていて、それぞれ背景やBGMも異なる。
実機とはキャラやシステムの乖離が激しく（むしっちはシステム、さかなっちはキャラクターが中心）、実機ではむしっちはしつけようが無いという理由でしつけコマンドがオミットされているが、本作ではしつけの概念があったり、実機ではちょびタマっちとみのっちは成虫っちだが、本作では幼年期の「こどむしっち」だったり（実機ではむしっちのこどもっち期のキャラはいない）、実機のむしっちは「カブトっちを大きく育てるモード」と「カブトっち以外の様々なむしっちを育てるモード」の2つのモードがあるが、本作では前者はオミットされ育て方によって様々なむしっち（カブトっち含む）を育てるシステムになり、カブトっちと他の成虫っちが共存するシステムに変更されている。
さかなっちはおでん好きでそれぞれ好きなおでんの具の設定があるが、本作ではおでん嫌いのさかなっち（プランクトンっち、きんぎょっち、あざらっち、かいっち）もいるなど、原作である実機と矛盾する設定も多い。
たまごっちにとって地球の空気は有毒なのでたまごっちHOUSEに入らないと地球で暮らす事が出来なかったり、たまごっちは地球上でHOUSEに入らない状態だと電子のような存在になり、人間に姿が見えず声も聞こえない状態になるが、本作では人間界に卵が産み落とされていて地球にも野性のむしっちやさかなっちがいる事を示唆していたり、NPCがコンテストでむしっちやさかなっちを出して来る為、ミカチュー以外にもむしっちやさかなっちを育てている人間がいたり、たまごっちHOUSEではなく普通の虫籠と水槽で飼育されているので、実機の設定はオミット、変更されている。例として実機の公式絵ではむしっちは葉っぱを食べているが、本作のむしっちは葉っぱ嫌いが多い。
『1』同様、アダルトっちは寿命を過ぎて安らかな死を迎えると、死ぬ前に1個だけ卵を産み、その方法でのみ卵を補充する事が出来る。なお、たまごっちの睡眠中に20回以上呼びかけて眠りを妨げると、翌日起きた瞬間にストレスが原因で即死してしまう。
『コロコロ』版の『まんがで発見！たまごっち』と似た世界観になっている。
餌は『1』では「ご飯、お肉、野菜」の3種類だが、本作はむしっちが「葉っぱ、りんご、どんぐり」、さかなっちが「ミミズ、魚、おでん」の3種類に変更されていて、たまごっち同様、好き嫌いが存在する（葉っぱ、ミミズは嫌いなたまごっちが多く、りんご、どんぐり、魚、おでんは好きなたまごっちが多い）。
むしっちとさかなっちは野生動物モチーフなので、通常のたまごっちのように人間の食べ物は食べられず、排泄もトイレでする文化が無い為、出来ない（例外として、公式イラストではコガネっちはおまるで排泄をしている）。むしっちは寝る時に葉っぱを布団代わりにしていて（ベビモっちは布団をかけず、イモっちから布団で寝るようになる）、さかなっちは水中生物なので布団をかけずそのまま寝ている。『1』同様、寝る時は鼻ちょうちんを出して寝る種類が多い。
病気は腹痛（おやつを3個以上あげる）、怪我（落石に当たる）、フンの溜め過ぎが原因で起こる病気の3種類。本作は『1』の風邪が怪我に変更されていて、落石を避けられないと怪我をしてしまう（落石前に呼びかけて知らせる事で、避け易くなる）。『1』同様、たまごっちによって病気の治し方が異なる。治療の種類は飲み薬と塗り薬。本作では注射が削除され、その代わりに塗り薬が追加された。
同じ形態で3回怪我をしたり、病気にかかると病死したり、寿命を過ぎたたまごっちにおやつを与えると即死してしまうのは、『1』と同じ。
『1』同様、たまごっちは死亡すると幽霊化し、頭に天冠を着け、十字架のお墓が出て来て無念に満ちた表情で浮遊する。本作ではアダルトっちになるとたまごっちの種類によりお墓のバリエーションが異なる。
おやつはむしっちがビスケットと甘い汁の2種類、さかなっちはビスケットとソフトクリームの2種類になっている。実機ではりんご、ビスケット、甘い汁、ミミズ、魚は餌やおやつとして登場せず、ゲームボーイ版オリジナルのメニューである。

## むしっちとさかなっちの実機とゲーム版の主な相違点
- ちょびタマっちとみのっちは実機では成虫っちだが、本作はこどむしっちでメディアによって年齢が異なる。
- むしっちは実機ではこどもっちの時期が無いが、本作ではある。
- てんとっちはむしっちでは唯一、ぎんじろっちやくちぱっちなどと同じような腕だが、本作では他のむしっちと同じような腕として描かれている。
- 本作ではたまごっちは表情豊かで、可愛らしく描かれている（1も共通）。
- 繭は実機では単なる形態だが、本作では「マユっち」という名前があり、独立したたまごっちとして扱われている。
- ふたごアリっちは実機では隠しキャラだが、本作では通常キャラである。
- 実機（特にむしっち）は独自要素満載で通常のたまごっちと育て方が違うが、実機のシステムが合わないプレイヤーの為に本作では通常のたまごっちと同じシステム、育て方になっている。
- むしっちは実機では餌とおやつの区別が無いが、本作ではあり、一度におやつを3個以上食べさせると腹痛を起こす。腹痛は飲み薬で治療する。
- むしっちは実機では体が強いので病気にならないが、本作では病気になる。
- 実機ではむしっちはグルメなので基本の食事は葉っぱ、朝食はさくらんぼ、昼食はソフトクリーム、夕食はめけめけの実と時間によってメニューが違うが、本作では時間によって変わるメニューはオミットされている。
- 実機ではむしっちは各成虫っちごとに専用メニュー（キャンディー、スイカ、プリン、DXケーキ、ナツメ、どんぐり、角砂糖、キノコなど）があるが、本作ではオミットされている。
- むしっちは実機の公式絵では葉っぱを食べているが、本作は葉っぱ嫌いの種類が多い為、実機と矛盾している。
- 実機ではむしっちの体重は肥満と言うより体長を反映するものである為、健康の為に体重を下げる必要は無いが、ごきげんUPゲームをすると体重が減る（もちろん手をかけた度合いにより、成長の仕方は変化する）。本作では「体重の増加＝肥満」である為、ある程度体重が増えるとストレスが溜まってしまう為、健康的な育児を心がけるなら運動ゲームでダイエットさせる必要がある。
- むしっちは実機ではカエル（ケロぴょんっち）や足に襲われて怪我をしてミイラっちになるイベントがあるが、本作ではオミットされている。その代わり、岩が落ちてきて避けられないと怪我をするイベントがある（呼びかける事で避けやすくなる）。怪我は塗り薬で治療する。
- 実機ではむしっちは地球の虫みたいなものなので躾けようが無い為、しつけコマンドはオミットされているが、本作では躾けられる。他、実機のむしっちは昆虫的な常識しか持っておらず、たまごっちや人間と意思疎通が出来ているかもあやふやだが、本作ではたまごっちと同じレベルの勉強が出来、躾も出来るため、実機と異なりたまごっちと同レベルの「愛玩動物」として扱われている。
- むしっちの隠しキャラは実機がふたごアリっちとヘルメっち、本作がてんぐっちである。
- さかなっちの隠しキャラは実機がにんぎょっち、本作がかいぞくっちである。
- むしっちはシステム、さかなっちはキャラクター中心に実機と本作で乖離している。
- 実機限定キャラはむしっちがヘルメっち、さかなっちがにんぎょっちとたいやきっちで、本作オリジナルのたまごっちはむしっちがてんぐっち、さかなっちがペンギンっち、あざらっち、カメっち、アンコっち、かいぞくっちで、実機と本作で登場キャラが異なっている。
- 実機と本作でむしっちとさかなっちの隠しキャラが変更されている。
- 本作では隠しキャラ以外のキャラは実機と共通しているのが基本だが、さかなっちはゲームオリジナルさかなっち4匹をアダルトッシュに加入させる為、アダルトッシュが9匹だと定員オーバーになる為か、たいやきっちは席を外されている。
- 実機のさかなっちは種族全体がおでん好きで、それぞれ好きなおでんの具の設定があるが、本作ではおでん嫌いの種類もいるため、実機と本作で設定が矛盾している。ゲームオリジナルさかなっちの好きなおでんの具は不明。
- さかなっちは実機では白熊に襲われて怪我をしたり、タコに墨を吐かれて真っ黒にされるイベントがあるが、本作ではオミットされた。その代わりむしっち同様、落石イベントがある。
- 実機では死亡するとむしっちはむしっちおばけ、さかなっちはこんぶーおばけになるが、本作ではたまごっちがそのまま幽霊化する為、おばけっちの姿にはならない。
- 実機には無い「大会」などの寄り道要素がある。
- たまごっちは地球では電子のような物体になってしまう為、たまごっちHOUSE（実機）に入らないと実体化出来ない。地球の空気はたまごっちに有毒なのでたまごっちは地球ではHOUSEに入らないと生きられないが、本作では地球に野生個体が存在し、HOUSEではなく虫かごと水槽で飼われていて、しかも実体化したままである。
- たまごっちが見えるのはHOUSEを持つ人間だけだが、本作では大会のNPCといったミカチュー（プレイヤー）以外にも、たまごっちを飼育している人間が存在している（1も）。

## 登場キャラクター
前述の実機『森で発見!!たまごっち』と『海で発見!!たまごっち』とほとんど同じだが、名称が若干違っていたり、キャラ数が多かったりと、いくつかの違いがある。実機で登場するキャラの一部が登場しなかったり、実機とGB版で隠しキャラが変更されていたり、さかなっちはキャラが少ない為か、GB版オリジナルキャラクターが多数追加されていたり、実機との乖離が激しい。また、本作のオリジナルたまごっちはバンダイがゲーム用に描き下ろしたキャラクターであり、グッズ化もされている。
原作ではむしっち達のサイズはコガネっちが500円玉位、ふたごアリっちが地球のアリと同じ位、ちょびタマっちが1・78センチ、イモっちが地球の青虫位と普通のたまごっちに比べて大変小さく、種類によって大きさにかなり差があるが、本作では全てのむしっちが同じ位のサイズに変更されている。なお、むしっちはさかなっちより小さいが、本作では全員同じ位のサイズになっている。
むしっちもさかなっちも昆虫、魚類でない生き物をモチーフにしたキャラが多々存在する（特にさかなっち）。たまごっち同様、むしっちとさかなっちも性別が無く単為生殖をしているが、見た目が男性的な種類や、性別が示唆されている種類も多く存在する（カブトっち、ムシばっち、てんぐっち、ケロぴょんっち、あしぎょっち、かいぞくっちなど）。
コミカライズではコロコロ版「まんがで発見!! たまごっち」や、ボンボン版「まるごとまんがでたまごっち」など、実機準拠の作品が多い為、本作オリジナルのむしっち、さかなっち（てんぐっち、ペンギンっち、あざらっち、アンコっち、カメっち、かいぞくっち）は登場しない事が多いが、あべさよりの「みんなでたまごっち」、りっちの「だいすき♥たまごっち」は実機とゲーム版の世界が融合し、実機限定たまごっち（ヘルメっち、にんぎょっち、たいやきっち）と本作オリジナルたまごっちが共存する世界を描いている。
本作のむしっち、さかなっちは地球に生息していて、野生個体の存在も示唆されている（フィールドに卵が産み落とされているなど）。
本作の白黒変換センスは独特であり、公式絵のコガネっちの身体は黄金色、ちょびタマっちの身体は水色、みのっちのミノは黄色だが、本作は全て黒で描かれている。
SFC版『たまごっちタウン』はむしっちとさかなっちの登場キャラとシステムはGB2準拠なので、本作のゲームオリジナルたまごっちも登場する。

## 森のたまごっち
幼虫っち（ベビーっち、第1形態）
- ベビモっち（モチーフは赤ちゃんと芋虫。好物は葉っぱで、どんぐりが嫌い。最低体重は3グラム、わがままは言わない）

幼虫っち（幼児、第2形態）
- イモっち（モチーフは芋虫。好物はりんごで、どんぐりが嫌い、ちょっとわがまま。最低体重は5グラム、原作絵ではアヒル口だが、ゲーム内では普通の口である）

こどむしっち（こどもっち、第3形態）
- ちょびタマっち（実機では成虫っち、モチーフはタマムシ。好物はりんごで、葉っぱが嫌い、わがままはあまり言わない。最低体重は20グラム、早起き）
- みのっち（実機では成虫っち、モチーフはミノムシ。好物はどんぐりで、葉っぱが嫌い、わがままはあまり言わない、最低体重は10グラム、早起き。みのっちはミノムシモチーフである為自由に動けないが、本作では自由自在に動けている）

マユっち（こどむしっちと成虫っちの境目、第4形態）
- マユっち（実機ではマユ表記、この状態中はお世話出来ない。最低体重は20グラム、モチーフは繭）

成虫っち（アダルトっち、第5形態）
- カブトっち（モチーフはオスのカブトムシ、飛行能力がある。好物はりんごで、葉っぱが嫌い。体色は赤だが背中側は黒い、ちょびタマっち限定変身。最低体重は30グラム、わがままはあまり言わない、とても早起き）
- コガネっち（モチーフはプラチナコガネとお金、飛行能力がある。好物はどんぐりで、葉っぱが嫌い。体色は黄金色、ちょびタマっち限定変身。最低体重は30グラム、わがままはあまり言わない、早起き）
- ゲジっち（モチーフはゲジ。好物は葉っぱで、どんぐりが嫌い。最低体重は10グラム、わがまま、遅寝遅起き）
- てんとっち（モチーフはテントウムシ。好物は葉っぱで、どんぐりが嫌い。最低体重は30グラム、わがままはあまり言わない、早起き）
- ふたごアリっち（実機では隠しキャラ、モチーフはアリ。好物はりんごで、葉っぱが嫌い。最低体重は10グラム、わがままはあまり言わない、早起き）
- フンコロガっち（モチーフはフンコロガシ。好物はどんぐりで、りんごが嫌い。フンを流すと怒ったようなポーズを取るが、流さないと病気の元になる。最低体重は20グラム、ちょっとわがまま、早起き）
- ムシばっち（モチーフは虫ではなく虫歯菌。好物はりんごで、葉っぱが嫌い。「槍の立派さで異性にアピール」という説明文がある為、性別が存在する。最低体重は30グラム、ちょっとわがまま、遅寝遅起き）

隠れ成虫っち（第6形態）
- てんぐっち（GBオリジナルむしっち、モチーフは虫ではなく天狗、好物はどんぐりで、りんごが嫌い。条件を満たすとコガネっちから変身する）

## 海のたまごっち
ベビフィッシュ（ベビーっち、第1形態）
- プランクトンっち（モチーフはプランクトン。好物はミミズで、おでんが嫌い。最低体重は2グラム、わがままは言わない。公式イラストでは二本足だが（胴体に足が二本生えている）、ドットによっては四本足に見える描写がある）

ベビフィッシュ（幼児、第2形態）
- くらげっち（モチーフはクラゲ。好物は魚で、ミミズが嫌い。最低体重は5グラム、わがまま）

こどもッシュ（こどもっち、第3形態）
- オトトっち（モチーフは魚。好物はミミズで、魚が嫌い。最低体重は15グラム）
- きんぎょっち（モチーフは金魚。好物はミミズで、おでんが嫌い）

アダルトッシュ（アダルトっち、第4形態）
- あざらっち（GBオリジナルさかなっち、モチーフはアザラシ。好物は魚で、おでんが嫌い。最低体重は50グラム、わがまま、オトトっち限定変身）
- あしぎょっち（モチーフは人面魚。好物はおでんで、ミミズが嫌い）
- アンコっち（GBオリジナルさかなっち、モチーフはチョウチンアンコウ。好物はおでんで、魚が嫌い。アンコっちのみ灯りを消しても姿が見えるが、ストレスが溜まるので消してはいけない）
- かいっち（モチーフは貝。好物はミミズで、おでんが嫌い。唯一、育ちの悪い子からしか変身出来ないたまごっちであり、きんぎょっち限定変身）
- カメっち（GBオリジナルさかなっち、モチーフはカメ。好物はおでんで、ミミズが嫌い。最低体重は20グラム、わがまま、本作のたまごっちの中では一番長生き）
- くじらっち（モチーフはクジラ。好物は魚で、ミミズが嫌い。たまごっちの中では一番大きく、最低体重が重い）
- ケロぴょんっち（モチーフはカエル。好物はおでんで、魚が嫌い。最低体重は20グラム、わがままはあまり言わない、早起き。「女の子の前ではもじもじしてしまう」という説明文がある為、性別は♂である。オトトっち限定変身）
- ペンギンっち（GBオリジナルさかなっち、モチーフはぎんじろっち同様ペンギン。好物は魚で、ミミズが嫌い。最低体重は20グラム、オトトっち限定変身）

隠れアダルトッシュ（第5形態）
- かいぞくっち（GBオリジナルさかなっち、モチーフは海賊、好物はおでんで、ミミズが嫌い。条件を満たすとあしぎょっち、ケロぴょんっちから変身する）

## ゲームで発見!!たまごっち オスっちとメスっち
メディアミックスゲーム。1997年12月に発売された新たまごっち「オスっち」「メスっち」をゲームボーイへ移植。前2作とは開発元が異なる外注ソフトである。
最大の特徴として時計機能とスピーカー、交換可能なリチウム電池を搭載した特殊カートリッジの採用が挙げられる。これにより実機と同様にゲームを実時間に対応させて遊ぶことが可能となった。
本作は通信ケーブルによるたまごっちの交配、交換に主眼が置かれた。たまごっちはベビーっち、こどもっち、ヤングっち、アダルトっち、シルバーっちの順に成長を重ねる。ヤングっちに成長するとオスまたはメスに性別が別れ、アダルトっちに成長すると他のたまごっちとの交配が可能となる。実機と基本的なシステムは同じだが、ブリードの可否を決める要素としてTMPとは別に「レベル」が設定され、あまりにかけ離れているとブリードが成功しなくなる。また本作は時計機能とアラーム機能を搭載し、実機と同じようにリアルタイム育成を行うことが可能。その為、カートリッジが他のソフトより縦に長い。
前2作に見られた競技大会やマップ画面などのゲーム要素は削除され淡白な内容となった。新要素としてたまごっちの成長に一切影響しないミニゲームが追加されたが、遊び続けても隠し要素などは登場しない。

## 登場キャラクター

### TMPレベル1
- くりっち（ベビーっち）
- もひたまっち（こどもっち）
- おぼっち（ヤングっち、オスっち、モチーフはお坊ちゃま）
- はわいのっち（ヤングっち、オスっち、モチーフは歯、元ネタは当時の歯磨き粉「アパガード」のCMキャッチコピー「芸能人は歯が命」から（ニコニコ大百科の「オスっちメスっち」より）
- おじょっち（ヤングっち、メスっち、モチーフはお嬢様）
- はわいこっち（ヤングっち、メスっち、モチーフは歯）
- ぴょんちっち（アダルトっち、オスっち、モチーフはみみっち同様、ウサギ）
- キウイっち（アダルトっち、オスっち）
- ブンブっち（アダルトっち、オスっち、モチーフはパンダ）
- メガっち（アダルトっち、オスっち）
- ぴょんこっち（アダルトっち、メスっち、モチーフはウサギ）
- キコっち（アダルトっち、メスっち）
- ブンコっち（アダルトっち、メスっち、モチーフはパンダ）
- ガンコっち（アダルトっち、メスっち）

### TMPレベル2
A、B、Cの3グループごとに変身系統が分かれている。
- ツブっち(A、ベビーっち)
- テレっち（B、ベビーっち)
- カクっち（C、ベビーっち）
- ヒュルっち（A、こどもっち)
- プチっち（B、こどもっち)
- カレーパンっち（C、こどもっち、モチーフはカレーパン）
- ヒコっち（A、ヤングっち、オスっち、モチーフは飛行機)
- モリっち（B、ヤングっち、オスっち)
- ピロリロっち（C、ヤングっち、オスっち）
- ユーホっち（A、ヤングっち、メスっち、モチーフはUFO)
- モルっち（B、ヤングっち、メスっち)
- ピロリンっち（C、ヤングっち、メスっち）
- ヒラっち（A、アダルトっち、オスっち)
- まるみみっち（B、アダルトっち、オスっち、モチーフはネズミ)
- ビルオっち（C、アダルトっち、オスっち、モチーフはくじらっち同様、クジラ）
- ピラっち（A、アダルトっち、メスっち)
- みみこっち（B、アダルトっち、メスっち、モチーフはネズミ)、
- ビルコっち（C、アダルトっち、メスっち、モチーフはクジラ）

### TMPレベル3
変身系統は固定。
- プチチョコっち（ベビーっち）
- みずたまっち（こどもっち）
- プロペラっち（ヤングっち、オスっち、モチーフはヘリコプター）
- パタパタっち（ヤングっち、メスっち）
- カブっち（アダルトっち、オスっち、モチーフはカブ）
- ピポっち（アダルトっち、メスっち、モチーフはキューピッド）

### TMPレベル4
変身系統は固定。
- プチテレっち（ベビーっち）
- ハルっち（こどもっち）
- クリボっち（ヤングっち、オスっち）
- ピュキっち（ヤングっち、メスっち）
- ちょまめっち（アダルトっち、オスっち）
- ちょひめっち（アダルトっち、メスっち）

### 隠れたまごっち
ブリード不可能。
- おじっち（シルバーっち、オスっち、ちょまめっちまたははぴょんちっちから変身）
- ステボっち（オスっち、メガっちのみ変身する）
- おトキっち（シルバーっち、メスっち、ちょひめっちまたはぴょんこっちから変身）
- ツケっち（メスっち、ガンコっちのみ変身する）
- デブっち（体重が99gになると変身する）
- ステボっちGB（ゲームオリジナルキャラ、性別不詳だがオスのヤングっちから変身する、GB版限定の隠しキャラ）

## ゲームで発見!! たまごっち三部作の攻略本一覧
- 『ゲームで発見!! たまごっち 公式ガイドブック』（1997年6月1日発売、アスキー、ISBN 4893667610）
- 『ゲームで発見!! たまごっち スーパーガイド-たまごっち保育園-』(1997年7月1日発売、ソフトバンククリエイティブ、ISBN 4797303050）
- 『ゲームで発見!! たまごっち あのこに育ててみせるっち!!』（1997年7月25日発売、ケイブン社、ISBN 4766927737）
- 『ゲームで発見!! たまごっち カンペキ育成ガイド』
- 『ゲームで発見!! たまごっち2 海と森で見つけるっち!!』（ケイブン社）
- 『ゲームで発見!! たまごっち2 カンペキ育成ガイド』
- 『ゲームで発見!! たまごっち2 夢の全キャラ育てるっち』
- 『ゲームで発見!! オスっちとメスっち カンペキ育成ガイド』
- 『ゲームで発見!! オスっちとメスっち オメデタ祝大計画!!』